# Frank De Martini
Frank De Martini (Camden, Nueva Jersey; 31 de marzo de 1952 - Nueva York, 11 de septiembre de 2001) fue un arquitecto y gestor de obra que trabajaba para la Autoridad Portuaria de Nueva York, la agencia que administraba el World Trade Center. Formó parte del equipo encargado de supervisar las obras de remodelación del centro posterior al atentado de 1993. De Martini y sus compañeros Pablo Ortiz, Pete Negron y Carlos da Costa, tenían sus oficinas en el piso 88 de la Torre Norte, la primera en ser atacada la mañana del 11 de septiembre de 2001. El grupo había llegado pronto ese día a la torre y compartieron un café con Nicole, la mujer de Frank, que también trabajaba en el World Trade Center como inspectora de estructuras en una firma de ingeniera.
Tras el impacto de un avión de pasajeros secuestrado que pilotaba el terrorista Mohamed Atta, que golpeó la parte superior de la Torre Norte a las 8:46 de la mañana, De Martini y sus hombres ayudaron a despejar la entrada a una de las tres escaleras del edificio y ordenaron a sus compañeros que descendieran a un lugar seguro. De Martini le aseguró a su esposa que la seguiría. No obstante, los cuatro hombres procedieron a buscar y rescatar a una docena de personas. Ascendieron al piso 89, cuatro plantas por debajo de la zona de impacto, y atravesaron un panel de yeso, al lado de una puerta bloqueada, que permitió a varios trabajadores escapar.
Cuando el edificio fue golpeado, la gran mayoría de los ascensores dejaron de funcionar. Muchas personas quedaron atrapados hasta el colapso de la torre, pero otros tantos pudieron ser rescatados por los bomberos y por los trabajadores de la Autoridad Portuaria, acción que trataron de llevar a cabo De Martini y su equipo.
Se ha estimado que al menos 50 personas sobrevivieron al ataque debido a los esfuerzos de rescate de De Martini y sus colegas. Cuando llegaron al piso 89, De Martini le indicó a otro compañero de su equipo, Mak Hanna, que ayudase a una persona mayor que no podía descender a pie, a alcanzar un lugar seguro. De Martini, Ortiz, Negron y da Costa murieron cuando la Torre Norte se derrumbó a las 10:28 de la mañana. La acción de pararse a ayudar de Hanna le valió poder sobrevivir al atentado, alcanzando la calle poco antes del colapso final.